# Grand Prix de la Marne 1933
Grand Prix de la Marne 1933 je bila sedemnajsta neprvenstvena dirka v sezoni Velikih nagrad 1933. Odvijala se je 2. julija 1933 na francoskem dirkališču Reims.

## Rezultati

### Dirka
| Poz | Št | Dirkač                | Moštvo                     | Dirkalnik        | Krogi | Čas/Odstop     | Št. m. |
| --- | -- | --------------------- | -------------------------- | ---------------- | ----- | -------------- | ------ |
| 1   | 2  | Philippe Étancelin    | Privatnik                  | Alfa Romeo Monza | 51    | 2:45:12.4      | 4      |
| 2   | 8  | Jean-Pierre Wimille   | Privatnik                  | Alfa Romeo Monza | 51    | 2:45:12.6      | 5      |
| 3   | 10 | Raymond Sommer        | Privatnik                  | Alfa Romeo Monza | 48    | +3 krogi       | 8      |
| 4   | 20 | Whitney Straight      | Privatnik                  | Maserati 26M     | 45    | +6 krogov      | 14     |
| DSQ | 6  | Guy Moll              | Privatnik                  | Alfa Romeo Monza | 48    | Zunanja pomoč  | 6      |
| Ods | 12 | Tazio Nuvolari        | Scuderia Ferrari           | Alfa Romeo Monza | 31    | Zadnje vpetje  | 15     |
| Ods | 4  | Marcel Lehoux         | Privatnik                  | Bugatti T51      | 15    | Prenos         | 1      |
| Ods | 24 | Goffredo Zehender     | Privatnik                  | Maserati 8CM     | 11    | Poškodba očesa | 3      |
| Ods | 28 | Paul Pietsch          | Privatnik                  | Alfa Romeo Monza | 10    |                | 10     |
| Ods | 18 | Giuseppe Campari      | Officine A. Maserati       | Maserati 8CM     | 8     | Poškodba očesa | 2      |
| Ods | 26 | Julio Villars         | Equipe Villars-Waldthausen | Alfa Romeo Monza | 3     | Puščanje olja  | 13     |
| Ods | 14 | Pierre Félix          | Privatnik                  | Alfa Romeo Monza | 3     |                | 12     |
| Ods | 30 | Charly Jellen         | Privatnik                  | Alfa Romeo Monza | 2     |                | 11     |
| Ods | 36 | Louis Braillard       | Privatnik                  | Bugatti T51      |       |                | 9      |
| Ods | 34 | Clemente Biondetti    | Privatnik                  | MB Speciale      |       |                | 7      |
| Ods | 22 | Horst von Waldthausen | Equipe Villars-Waldthausen | Alfa Romeo Monza |       |                | 16     |